# Beregszilvás
Beregszilvás (ukránul: Кузьмино [Kuzmino]) falu Ukrajnában, Kárpátalján, a Munkácsi járásban. 

## Fekvése
Munkácstól északnyugatra, Oroszkucsova és Bereghalmos közt fekvő település.

## Története
1910-ben 525 lakosa volt, melyből 14 magyar, 145 német, 366 ruszin volt. Ebből 371 görögkatolikus, 154 izraelita volt.
A trianoni békeszerződés előtt Bereg vármegye Latorcai járásához tartozott.
2020-ig a beregsárréti tanácshoz tartozott.